# The Center for Art in Wood
The Center for Art in Wood és una institució educativa estatunidenca d'art de fusta situada a Filadèlfia. La van establir oficialment com una organització sense ànim de lucre el 1986 els germans Albert i Alan LeCoff, després d'un seguit de simpòsiums internacionals entre el 1976 i el 1986 conduïts per ells i Palmer Sharpless. L'entitat va funcionar sota el nom de Wood Turning Center fins al 2011, quan es va traslladar a la ubicació actual, al districte Old City de Filadèlfia.
Avui, el centre presenta exposicions temporals d'obres d'art contemporània per mitjà de la fusta, una col·lecció permanent de més de 1.000 peces i una sèrie de programes i tallers educatius. També allotja un arxiu de recerca, un d'artistes i una botiga museística. Un grapat de publicacions en documenten el treball i destaquen artistes notoris que treballen en el camp de l'art de fusta.